# 毛萼红毛樱桃
毛萼红毛樱桃（学名：[Cerasus rufa var. trichantha] 错误：{{Lang}}：文本有斜体标记（帮助））为蔷薇科樱属下的一个变种。

## 扩展阅读
- 維基物種上的相關：毛萼红毛樱桃